# Bonneweg-Nord/Verlorenkost

Bonneweg-Nord/Verlorenkost in Luxemburg-Stadt

Bonneweg-Nord/Verlorenkost (luxemburgisch Bouneweg-Nord/Verluerekascht; französisch Bonnevoie-Nord/Verlorenkost) ist ein Stadtteil im Osten von Luxemburg-Stadt. Ende 2018 lebten 4.296 Personen im Stadtteil. Die Fläche des Stadtteils beträgt 68 Hektar.

## Sport
Im Stadtteil beheimatet ist der Fußballverein RFC Union Luxemburg mit dem Stadion Stade Achille Hammerel.